# Zagorska Sela
Zagorska Sela so naselje na Hrvaškem, ki je središče občine Zagorska Sela Krapinsko-zagorske županije.

## Lega
Zagorska Sela (do leta 1890 Sela) ležijo nad reko Sotlo 5 km severozahodno od Kumrovca ob slovensko-hrvaški državni meji na nadmorski višini 225 m. V bližini je arheološko nahajališče Špičaki, najstarejše prazgodovinsko naselje v tem delu Zagorja.

## Zgodovina
Nad naseljem stoji župnijska cerkev Sv. Katarine Aleksandrijske, ki je bila postavljena leta 1691 in 1858 prenovljena. V stari baročni kapeli iz leta 1742 stoji oltar s sliko Oplakivanje Krista. Nad glavnim oltarjem prenovljene cerkve stoji v niši baročni kip sv. Katarine iz leta 1694.

## Demografija
| Pregled števila prebivalcev po letih | Pregled števila prebivalcev po letih | Pregled števila prebivalcev po letih | Pregled števila prebivalcev po letih | Pregled števila prebivalcev po letih | Pregled števila prebivalcev po letih | Pregled števila prebivalcev po letih | Pregled števila prebivalcev po letih | Pregled števila prebivalcev po letih | Pregled števila prebivalcev po letih | Pregled števila prebivalcev po letih | Pregled števila prebivalcev po letih | Pregled števila prebivalcev po letih | Pregled števila prebivalcev po letih | Pregled števila prebivalcev po letih |
| ------------------------------------ | ------------------------------------ | ------------------------------------ | ------------------------------------ | ------------------------------------ | ------------------------------------ | ------------------------------------ | ------------------------------------ | ------------------------------------ | ------------------------------------ | ------------------------------------ | ------------------------------------ | ------------------------------------ | ------------------------------------ | ------------------------------------ |
| 1857                                 | 1869                                 | 1880                                 | 1890                                 | 1900                                 | 1910                                 | 1921                                 | 1931                                 | 1948                                 | 1953                                 | 1961                                 | 1971                                 | 1981                                 | 1991                                 | 2001                                 |
| 454                                  | 507                                  | 561                                  | 557                                  | 552                                  | 585                                  | 544                                  | 495                                  | 461                                  | 442                                  | 404                                  | 336                                  | 280                                  | 229                                  | 248                                  |